# The Panthers FC
Der The Panthers Football Club, kurz The Panthers, ist ein Fußballverein aus Äquatorialguinea. Beheimatet ist der Verein in Malabo. Aktuell spielt der Verein in der ersten Liga, der Primera Division de Honor.

## Geschichte
Der Verein wurde 1997 gegründet. Die größten Erfolge des Vereins waren der Gewinn des äquatorialguineischen Pokals 2012 und 2013.

## Erfolge
- Äquatorialguineischer Pokalsieger: 2012, 2013

## Stadion

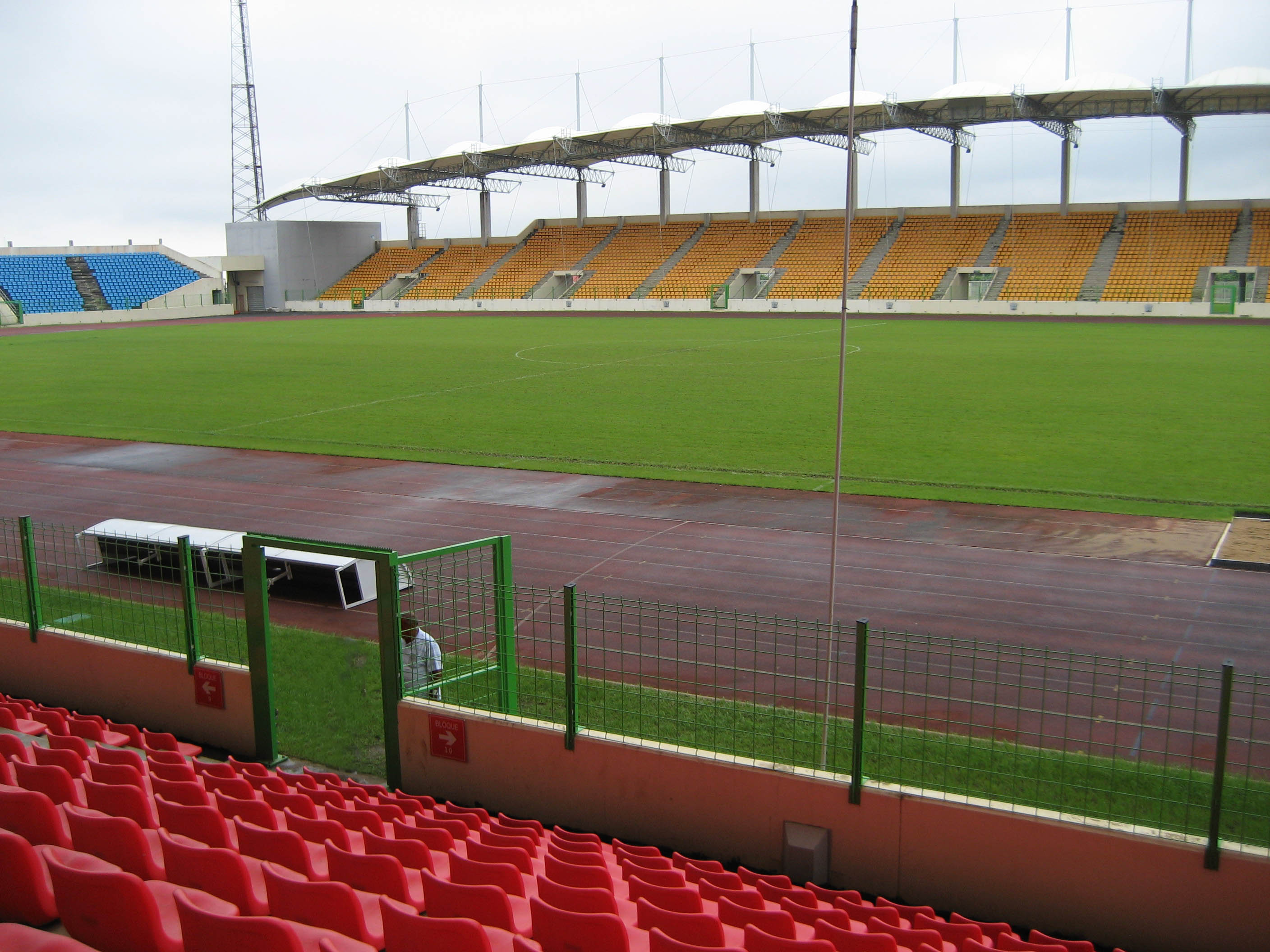
Nuevo Estadio de Malabo

Der Verein trägt seine Heimspiele im Nuevo Estadio de Malabo in Malabo aus. Das Stadion hat ein Fassungsvermögen von 15.250 Personen.